# Bone (řeka)
Bone je krátká, asi 10 kilometrů dlouhá řeka v americkém státě Washington.

## Tok
Řeka pramení v kopcích v jihozápadní části státu Washington, jen kousek od pramene severního ramene řeky Palix. Její směr toku je většinou západní, poté řeka ústí do Willapského zálivu nedaleko obce Bay Center, kousek severně od ústí řeky Niawiakum. Celková délka řeky činí kolem 10 kilometrů, většinu navíc představují močály. Nakonec řeka ústí do estuáru a wattového pobřeží Willapského zálivu. Nedaleko ústí řeku překračuje silnice U.S. Route 101.

## Historie
Jeden z prvních zaznamenaných případů epidemie neštovic, která v roce 1853 zasáhla severozápad Spojených států, se odehrál právě při ústí řeky Bone. Zdejší osadník James Swan byl svědkem, jak se nemoc šíří mezi indiány z kmene Činuků poté, co několik lodí ztroskotalo při nedalekém ústí řeky Columbie. Kmen Činuků utrpěl obrovské ztráty – během jediného roku přišel o polovinu svých členů – a epidemie se šířila proti proudu řeky Columbie, podél pobřeží Washingtonu a Oregonu, na Vancouverův ostrov a dále po březích řek Skagit a Nooksack.

## Přírodní historie
Část povodí řeky je chráněna jako Národní územní rezervace Bone River. S rozlohou 1 038 hektarů chrání to nejčistší zbývající slanisko Willapského zálivu, které je životně důležité pro zdejší vodní ptactvo.
Existují projekty k ochraně větší části povodí řeky, společně s povodím nedaleké řeky Niawiakum.